# Johann Kaspar Hug
Johann Kaspar Hug, auch Hans Kaspar Hug (* 7. Januar 1821 oder 7. April 1821 in Bubikon; † 19. Juli 1884 in Riesbach bei Zürich) war ein Schweizer Lehrer, Mathematiker und Politiker.

## Leben

### Familie
Johann Kaspar Hug war der Sohn von Johannes Hug. Seine Eltern verstarben noch in seiner Kindheit, sodass er bei Verwandten in Stäfa aufwuchs.
Seit 1842 war er mit Margaretha Sophia († 1867), die Tochter des Bezirksratsschreibers Karl Wilhelm Fürchtegott Billeter aus Männedorf, verheiratet; gemeinsam hatten sie zehn Kinder.
Seine Beisetzung fand auf dem Friedhof Rehalp in Zürich statt.

### Werdegang
Johann Kaspar Hug besuchte von 1836 bis 1839 das Lehrerseminar Küsnacht (siehe Kantonsschule Küsnacht), das von Ignaz Thomas Scherr geleitet wurde, und war danach von 1840 bis 1852 Sekundarlehrer in Küsnacht. Neben seiner Lehrtätigkeit immatrikulierte er sich zu einem Mathematikstudium an der Universität Zürich und hörte unter anderem die Vorlesungen bei Joseph Ludwig Raabe.
Seit 1852 war er Lehrer an der Schule in Riesbach und von 1861 bis zu seinem Rücktritt in den Ruhestand 1882 Professor für Mathematik am Gymnasium und an der Industrieschule in Zürich.
Nach seiner Habilitation war er von 1853 bis 1884 Privatdozent für Mathematik an der Universität Zürich und in dieser Zeit dozierte er auch von 1855 bis 1883 am Eidgenössischen Polytechnikum Zürich (siehe ETH Zürich).
1869 wurde er Leiter der Lehramtsschule an der Universität Zürich.
Er pflegte eine Freundschaft mit Johann Caspar Sieber.
Johann Kaspar Hug verfasste mathematische Lehrmittel für den Kanton und verschiedene wissenschaftliche Werke.

### Politisches und gesellschaftliches Wirken
Johann Kaspar Hug war von 1868 bis 1869 für die Demokraten im Verfassungsrat in der 35er-Kommission (siehe Verfassung des Kantons Zürich), die mit der Ausarbeitung eines Verfassungsentwurfs beauftragt wurde.
Von 1869 bis 1878 war er Zürcher Kantonsrat und vom 5. Juli 1869 bis zum 1. Dezember 1872 Ständerat.
Ihm war die Hebung der Volksbildung ein zentrales politisches Anliegen. Er war Präsident in der Musikkommission sowie von 1855 bis 1861 im Vorstand der Schulsynode und von 1862 bis 1875 Erziehungsrat.

## Mitgliedschaften
Johann Kaspar Hug war, als Nachfolger von Heinrich Honegger, von 1864 bis 1871 Präsident des Sängervereins Harmonie in Zürich.

## Schriften (Auswahl)
- Methodisch gegliederte Rechnungs-Aufgabensammlung für allgemeine Volksschulen. 1850.
- Methodisch gegliederte Aufgabensammlung für den geometrischen Unterricht in der Volksschule. Zürich, 1854.
- Die Mathematik der Volksschule.
  - Band 1.
  - Band 2. Zürich, 1856 (Digitalisat).
- Die Mathematik in systematischer Behandlungsweise als Lehrbuch zur Vorbereitung für ein gründlicheres Fachstudium überhaupt sowie insbesondere für den akademischen und polytechnischen Unterricht. 1861.
- Methodisch gegliederte Aufgabensammlung für den geometrischen Unterricht in der Volksschule. 1861.
- Rechnungslehrmittel für die allgemeine Volksschule. 1869.
- Aufgabensammlung für den geometrischen Unterricht in der Volksschule. 1881.